# Катерина Собеська
Катажина Собєська (також Катерина Собєська пол. Katarzyna Sobieska; 7 січня 1634, Золочів — 29 вересня 1694, Варшава) — польська шляхтянка гербу Яніна, сестра короля Яна III Собеського.

## Життєпис
Невдовзі після народження батьки переїхали до Жовкви, де виховувалася у Жовківському замку під пильним наглядом матері до 1648 року. Мати хотіла видати Катерину за впливового в Речі Посполитій магната[кого?]. За спогадами (досить правдоподібними) останнього її сповідника — єзуїта Станіслава Бєліцкого — згідно тодішньої практики, не отримала доброї освіти, на відміну від братів, не знала іншої мови, в дитинстві її готували до монашого життя. Під час Хмельниччини переховувалась у Львові. Закохалась у трохи старшого від неї князя Дмитра Юрія Вишневецького.
Наприкінці лютого 1650 року у Львові вийшла заміж за Владислава Домініка Заславського. Під час весілля була ймовірність сутичок зі сторони Вишневецьких, які хотіли її руки для Д. Вишневецького. Весілля проходило в атмосфері звичаєвого скандалу (6 березня 1650 року народила сина Александра Януша).
Після смерті першого чоловіка, стала на вінець удруге, з Михайлом Казимиром Радзивіллом (13 червня 1658 року в Дубному було підписано шлюбний контракт), 7 липня в Старому Селі біля Львова відбувся шлюб, а 14 липня у Львові — весілля.
Від першого шлюбу мала двох дітей: Олександра Януша Заславського і Теофілу Людвіку Заславську. Так само двох дітей мала і від другого чоловіка: Юрія Йосифа і Карла Станіслава Радзивіллів.
Хворою її перевезли до Варшави. Одним з лікарів був ірландець Б. О'Коннор — єдиний, хто вірно встановив діагноз. 4 травня 1694 року написала заповіт. Померла близько 5-ї години ранку, смерть приписували неправильному лікуванню головного лікаря Яна III жида Йонаса. Нутрощі померлої були поховані у костелі єзуїтів Варшави, серце було поховане донькою Теофілою в костелі кармеліток босих. Після урочистостей біля труни в костелі єзуїтів Варшави, потім у костелі Скаришева (біля Варшави) труна була вислана до Несвіжу. 20—22 січня 1695 року відбулася помпезна поховальна церемонія зусиллями сина Кароля Станіслава, труна була покладена в крипту костелу єзуїтів Несвіжа.

## Мережні джерела
- Hanna Widacka. Katarzyna z Sobieskich Radziwiłłowa, siostra króla [Архівовано 25 жовтня 2007 у Wayback Machine.] (пол.)
- Катажина Собесская. Женщина с «королевским» характером [Архівовано 24 вересня 2015 у Wayback Machine.] (рос.)
- Sobiescy (пол.) [недоступне посилання]

| українська персоналія | Це незавершена стаття про особу, що має стосунок до України. Ви можете допомогти проєкту, виправивши або дописавши її. |